# Pietra di Coade

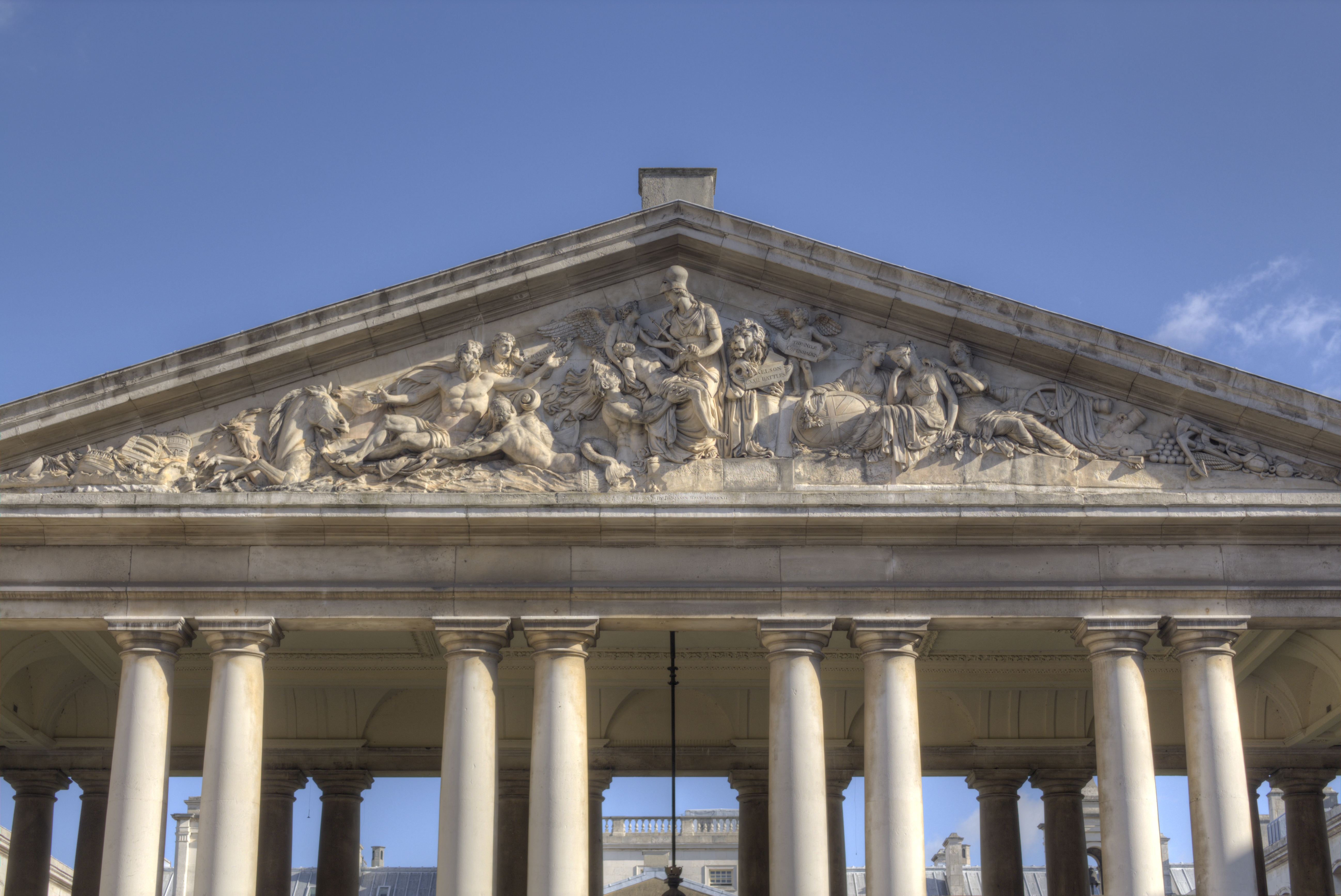
Frontone di Nelson, Old Royal Naval College, Greenwich

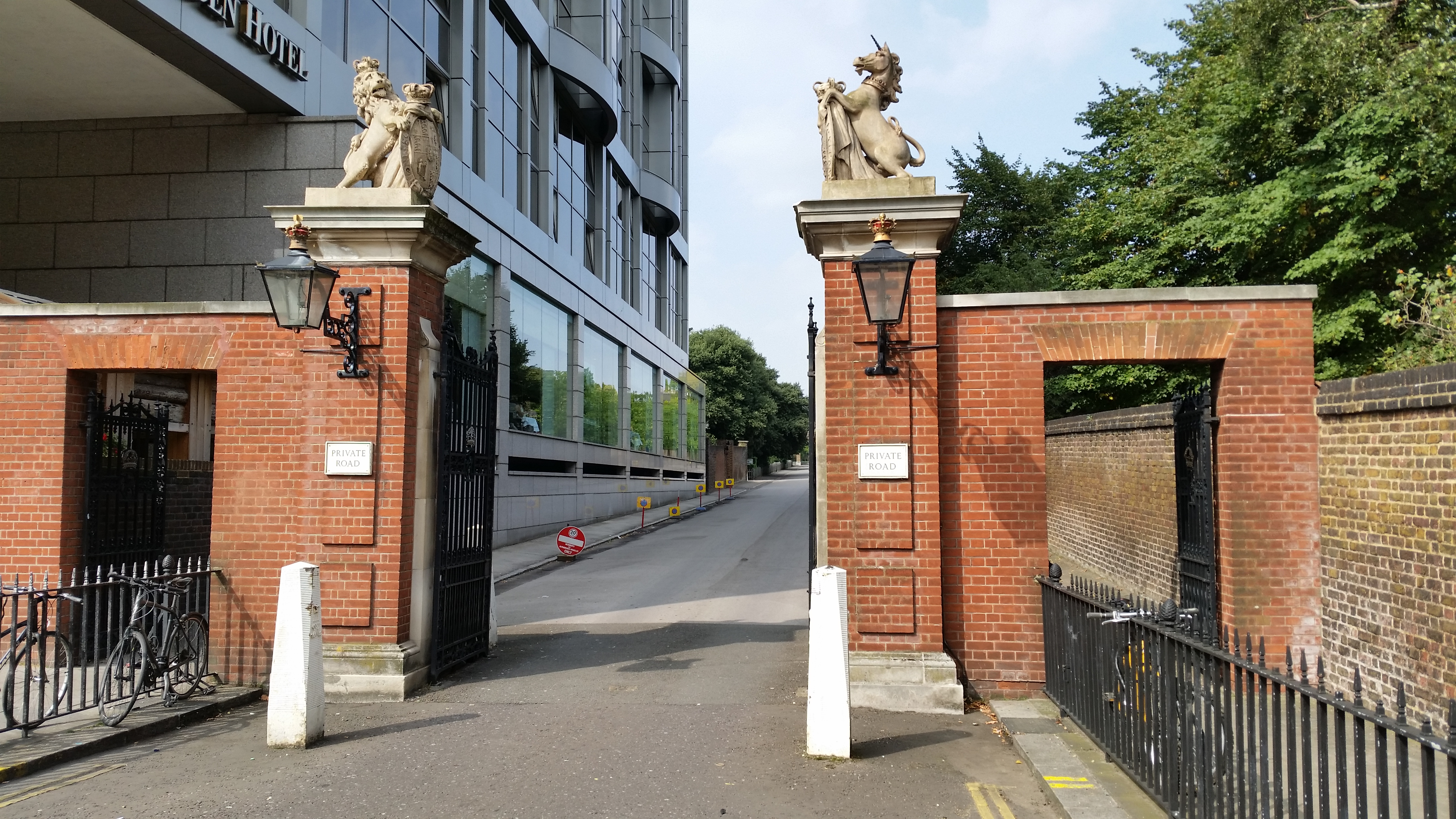
Leone e Unicorno, ingresso a Kensington Palace

La pietra di Coade o Lithodipyra o Lithodipra (greco antico (λίθος/δίς/πυρά), "pietra cotta due volte") era un gres che veniva spesso descritto come una pietra artificiale tra la fine del XVIII e l'inizio del XIX secolo. Era utilizzato per modellare statue neoclassiche, decorazioni architettoniche e ornamenti da giardino di altissima qualità che oggi rimangono praticamente resistenti alle intemperie.
La pietra di Coade venne utilizzata su ordine di Giorgio III e del Principe Reggente per la Cappella di San Giorgio al Castello di Windsor, al Royal Pavilion a Brighton, nella Carlton House a Londra, nel Royal Naval College a Greenwich e per la ristrutturazione di Buckingham Palace nel 1820.
Il prodotto (originariamente noto come Lithodipyra) venne creato intorno al 1770 da Eleanor Coade, che gestiva la fabbrica di pietre artificiali di Coade, Coade and Sealy, e Coade a Lambeth, Londra, dal 1769 fino alla sua morte nel 1821. Continuò ad essere prodotta dal suo ultimo socio in affari, William Croggon, fino al 1833.
La ricetta e le tecniche per produrre la pietra di Coade sono state riscoperte da Coade Ltd., che produce sculture nei suoi laboratori a Wilton, nel Wiltshire.

## Storia

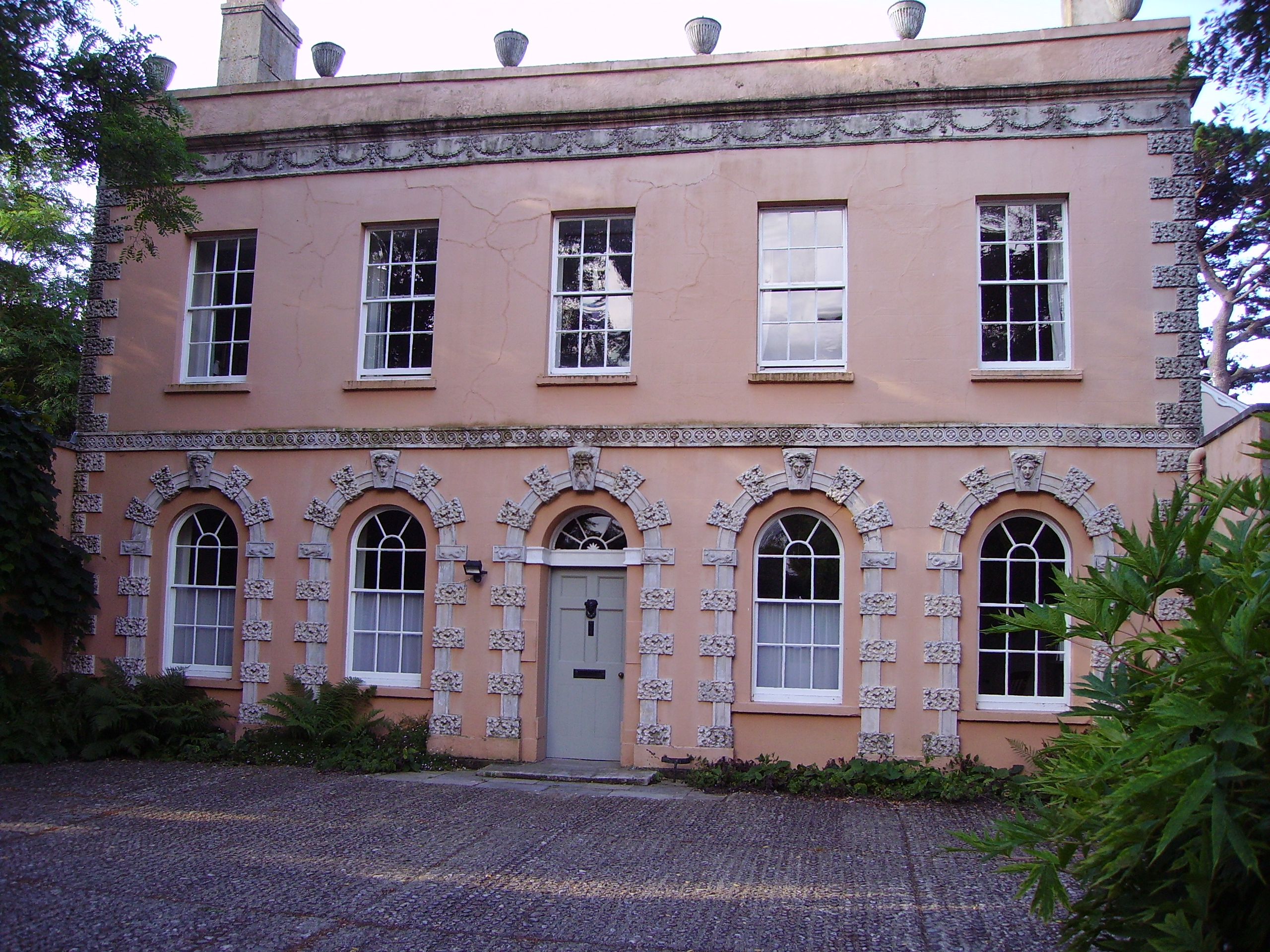
La casa di Eleanor Coade, Belmont House, a Lyme Regis, Dorset, con facciata ornamentale in pietra di Coade

Nel 1769 la signora Coade acquistò l'attività in difficoltà della pietra artificiale di Daniel Pincot a Kings Arms Stairs, Narrow Wall, Lambeth, un sito ora sotto la Royal Festival Hall. Questa attività si sviluppò nella manifattura di pietre artificiali di Coade con Eleanor in carica, tanto che entro due anni (1771) licenziò Pincot per "rappresentarsi come il principale proprietario".
Coade non inventò la "pietra artificiale". Diversi altri precursori ceramici di qualità inferiore alla Lithodipyra erano stati brevettati e fabbricati nei precedenti quaranta (o sessanta) anni prima della sua comparsa. Fu, tuttavia, probabilmente responsabile del perfezionamento sia della ricetta dell'argilla che del processo di cottura. È possibile che l'attività di Pincot fosse una continuazione di quella condotta nelle vicinanze da Richard Holt, che nel 1722 aveva ottenuto due brevetti per un tipo di metallo liquido o pietra e un altro per fare la porcellana senza l'uso dell'argilla, ma ci furono molte nuove attività, all'inizio del XVIII secolo, ma solo quella della signora Coade ebbe successo.
L'azienda vantava un illustre elenco di clienti come Giorgio III e membri della nobiltà inglese. Nel 1799, la signora Coade nominò suo cugino John Sealy (figlio della sorella di sua madre Mary), che già lavorava come modellista, come partner nella sua attività, che poi commerciò come "Coade e Sealy" fino alla morte di Sealy, nel 1813, quando tornò a essere solo Coade.
Nel 1799 aprì uno show room Coade's Gallery su Pedlar's Acre all'estremità del Surrey di Westminster Bridge Road per esporre i suoi prodotti.
Nel 1813, la signora Coade assunse William Croggan di Grampound in Cornovaglia, scultore e lontano parente per matrimonio (cugino di secondo grado). Gestì la fabbrica fino alla sua morte otto anni dopo nel 1821 dopo di che acquistò la fabbrica dagli esecutori testamentari per circa £ 4000. Croggan fornì molte pietre di Coade a Buckingham Palace, tuttavia, andò in bancarotta nel 1833 e morì due anni dopo. Il commercio diminuì e la produzione terminò nei primi anni del 1840.

### Produzione attuale
Nel 2000, Coade srl ha iniziato a produrre statue, sculture e ornamenti architettonici, utilizzando le ricette e i metodi originali del XVIII secolo.

## Materiale

### Descrizione
La pietra di Coade è un tipo di gres. Il nome della signora Coade per i suoi prodotti era Lithodipyra, un nome costruito da antiche parole greche che significano "pietra due volte fuoco" (λίθος/δίς/πυρά), o "pietra due volte cotta". I suoi colori variavano dal grigio chiaro al giallo chiaro (o anche beige) e la sua superficie era meglio descritta come avente una finitura opaca.
La facilità con cui il prodotto poteva essere modellato in forme complesse lo rendeva ideale per grandi statue, sculture e facciate scultoree. Le commissioni una tantum erano costose da produrre, poiché dovevano sostenere l'intero costo della creazione di uno stampo. Quando possibile, gli stampi venivano conservati per molti anni di uso ripetuto.

### Formula
La ricetta per la pietra Coade è ancora utilizzata da Coade Ltd. Si tratta di una ceramica, piuttosto che un materiale cementizio (come il calcestruzzo). 
La sua fabbricazione richiedeva un controllo estremamente accurato e abilità nella cottura al forno per un periodo di giorni, difficile da ottenere con i combustibili e la tecnologia dell'epoca. La fabbrica di Coade era l'unico produttore di successo.
La formula utilizzata era:
- 10% grog[8]
- 5-10% pietra focaia frantumata
- 5-10% quarzo fine
- Un bicchiere di soda tritato al 10%
- 60-70% di argilla di Dorset e Devon

Questa miscela veniva anche chiamata "argilla fortificata", che veniva impastata prima dell'inserimento in un forno a 1100 °C per la cottura in quattro giorni una tecnica di produzione molto simile alla fabbricazione dei mattoni.
A seconda delle dimensioni e della finezza dei dettagli nell'opera, veniva utilizzata una dimensione e una proporzione diverse di grog di Coade. In molti pezzi era utilizzata una combinazione di grog, con argilla fine applicata alla superficie per i dettagli.

### Durata
Una delle caratteristiche più sorprendenti della pietra di Coade era la sua elevata resistenza agli agenti atmosferici, con il materiale che spesso si comportava meglio della maggior parte dei tipi di pietra naturale nel duro ambiente di Londra. Gli esempi importanti elencati di seguito sono sopravvissuti senza apparente usura per 150 anni. Vi sono state, tuttavia, notevoli eccezioni. Alcune opere prodotte da Coade, soprattutto di epoca più tarda, hanno mostrato scarsa resistenza agli agenti atmosferici a causa di una cattiva cottura in forno dove il materiale non era stato portato a una temperatura sufficiente. 

### Scomparsa
La pietra di Coade è stata sostituita da prodotti che utilizzavano cemento Portland naturalmente esotermico come legante e sembra essere stata in gran parte eliminata negli anni 1840.

## Esempi
Oltre 650 pezzi sono ancora esistenti in tutto il mondo.
- Banff, Aberdeenshire, Scozia. Mausoleo Duff House, Wrack Woods. James Duff, II conte di Fife fece costruire il mausoleo per la sua famiglia nel 1791, forse sul sito di un convento carmelitano. Costruito prima del revival gotico, questo è un esempio di architettura "gotica". Tipicamente georgiano: le incisioni, incluso il monumento al primo conte, in pietra di Coade.(57.654185°N 2.537119°W)
- Bath, 8 Argyll Street, Lo stemma dellaRegina Carlotta si trova sulla farmacia A.H.Hale, creata nel 1826.(51.383375°N 2.356795°W)
- Brighton – Royal Pavilion di re Giorgio IV.(50.822397°N 0.137835°W)
- Buckingham Palace (in una zona non aperta al pubblico) (51°30′03″N 0°08′31″W)
- Burnham Thorpe – Nelson's Memorial.(52.936°N 0.76°E)
- Burton Constable Hall in East Riding of Yorkshire,  (53.81374°N 0.196°W)
- Carlton House, Londra. (51.506138°N 0.131672°W)
- Castle Howard. (54.121464°N 0.905812°W)
- Chichester, Il Buttermarket, che era stato progettato da John Nash (stemma inciso con "Coade & Sealey 1808") (50.837477°N 0.778947°W)
- Chiswick House, Londra. Un paio di grandi urne ornate nel giardino all'italiana.(51.483611°N 0.258611°W
- Culzean Castle, sul Firth of Clyde, vicino Maybole, Scozia, L'originale ingresso interno con i gatti in pietra di Coade (restaurato nel 1995) che sormontano i pilastri. I cottage sono stati demoliti negli anni 1950.(55.3544°N 4.7895°W)
- East Grinstead, Hammerwood Park. Le targhe di Hammerwood Park sono in pietra di Coade.(51°07′52.32″N 0°03′34.2″E)
- Edimburgo, "La statua di Igea" nell'edificio del Pozzo di San Bernardo presso l'Acqua di Leith "è in pietra di Coade".
- Exeter, Portali in pietra di Coade in "Palace Gate" tra la cattedrale e South Street. Diverse case della fine del XVIII secolo vicino alla Cattedrale di Exeter hanno i bordi delle porte decorati con una pietra angolare (scelta da una piccola gamma di stampi) e blocchi decorativi.(50.72131°N 3.53°W)
- Great Yarmouth, Britannia Monument (52.5884°N 1.7336°E)
- Highclere Castle, Hampshire. 'London Lodge' (1793), Pietra lavorata di Coade (1840).(51.34065°N 1.342786°W)
- Imperial War Museum, Londra. Rilievi scultorei all'ingresso.(51.495994°N 0.108606°W)
- Kensington High Street, Londra. Le statue del leone e dell'unicorno su pilastri all'ingresso di Kensington Palace.(51.502436°N 0.187594°W)
- Kew Gardens, Le statue del leone e dell'unicorno sui rispettivi cancelli dei Giardini Botanici Reali.(Porta del Leone 51.470595°N 0.293594°W)(Porta dell'unicorno 51.477088°N 0.290914°W)
- Lyme Regis, Dorset, casa di campagna di Eleanor Coade, Belmont House, decorata con pietre di Coade sulla facciata.(50.72434°N 2.94006°W)
- Pitzhanger Manor House, Ealing, posseduta dal 1800 al 1810 dall'architetto Sir John Soane, che la ricostruì radicalmente. Presenta quattro cariatidi in pietra di Coade in cima alle colonne del fronte est, modellate su quelle che racchiudono il Pandroso ad Atene.(51.511091°N 0.30721°W)
- Portobello, Edimburgo, Portobello Beach, tre colonne di pietra di Coade in un giardino, con i fondi della Heritage Lottery nel 2006[11] al 70 Promenade (John Street), Portobello; salvate dal giardino di Argyle House, Hope Lane, al largo di Portobello High Street, quando vennero portate nei magazzini del Comune nel 1989 a seguito di una nuova estensione della casa. (55.95209°N 3.104139°W)
- Richmond upon Thames. Due esempi del Dio fiume, uno fuori Ham House, e l'altro nella Terrace Gardens. (Ham House 51.44465°N 0.314296°W) (Terrace Gardens 51.453988°N 0.300406°W)
- Roscommon, Irlanda, Cancello d'ingresso all'ex demanio del Mote Park, The Lion Gate, costruito nel 1787, da un arco trionfale dorico sormontato da un leone con pareti a schermo che lo collegano a una coppia di logge identiche. (53.590311°N 8.143123°W)
- Royal Naval College, Greenwich – Frontone di Nelson  nel cortile di Re Guglielmo dell'Old Royal Naval College, considerato dagli operai di Coade il migliore di tutti i loro lavori. Fu scolpito da Joseph Panzetta nel 1813, come memoriale pubblico dopo la sua morte avvenuta alla Battaglia di Trafalgar nel 1805. Era basato su un disegno di Benjamin West raffigurante il corpo di Nelson offerto alla Britannia da una vittoria alata. È stato ripulito nel 2016. (51.483278°N 0.005564°W)

Nel 2020, la biblioteca di Birkbeck dell'Università di Londra ha lanciato online la raccolta di immagini di pietra di Coade, composta da diapositive digitalizzate di esempi di pietra di Coade lasciati in eredità da Alison Kelly, il cui libro Coade Stone è stato descritto da Caroline Stanford come "il trattamento più autorevole sulla materia".

### Galleria d'immagini

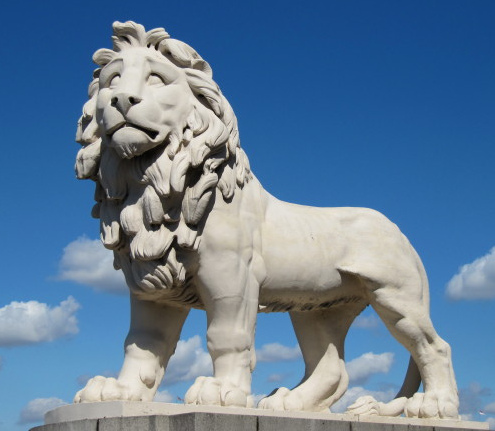
Il South Bank Lion, sul Westminster Bridge. Modellato da William F. Woodington e classificato di Grade II* dall'English Heritage
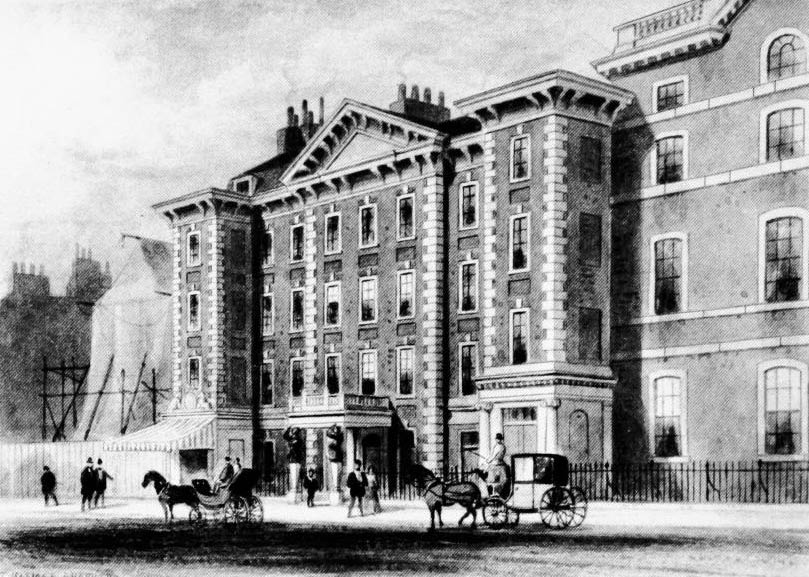
Schomberg House circa 1850
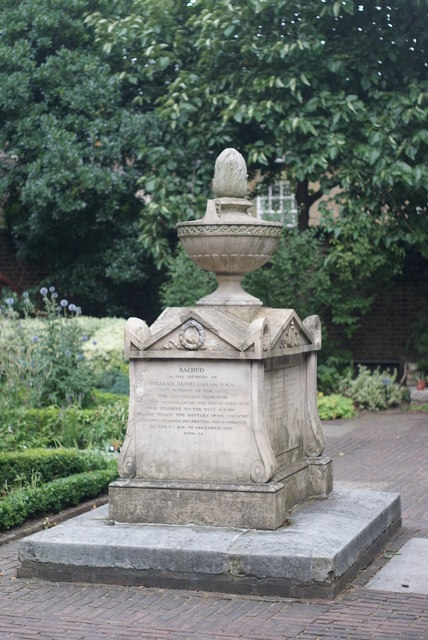
Tomba di William Bligh sormontata da una fiamma eterna. Chiesa di St Mary-at-Lambeth, (ora al Garden Museum).
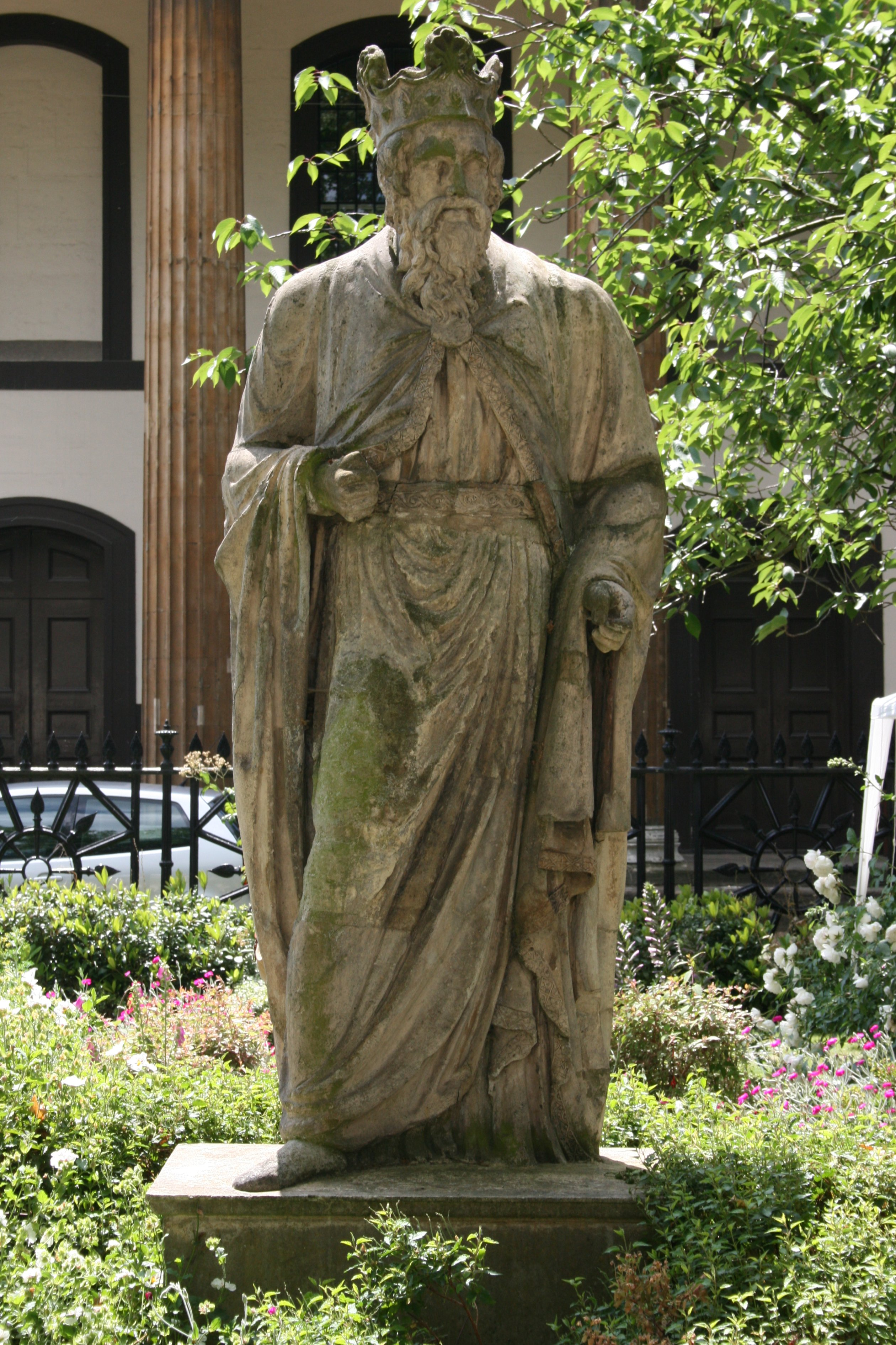
Statua del re Alfredo il Grande in Trinity Church Square, Southwark
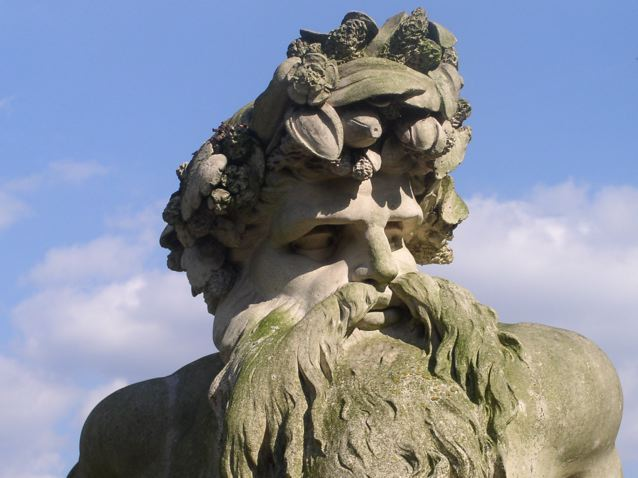
Padre Tamigi, scultura in pietra di Coade di John Bacon , nel parco di Ham House, Richmond
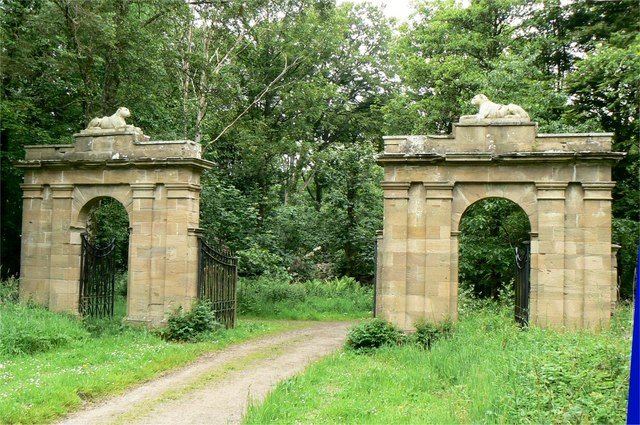
Culzean Castle. Cat Gates – L'ingresso interno originale con i gatti in pietra di Coade che sormontano i pilastri
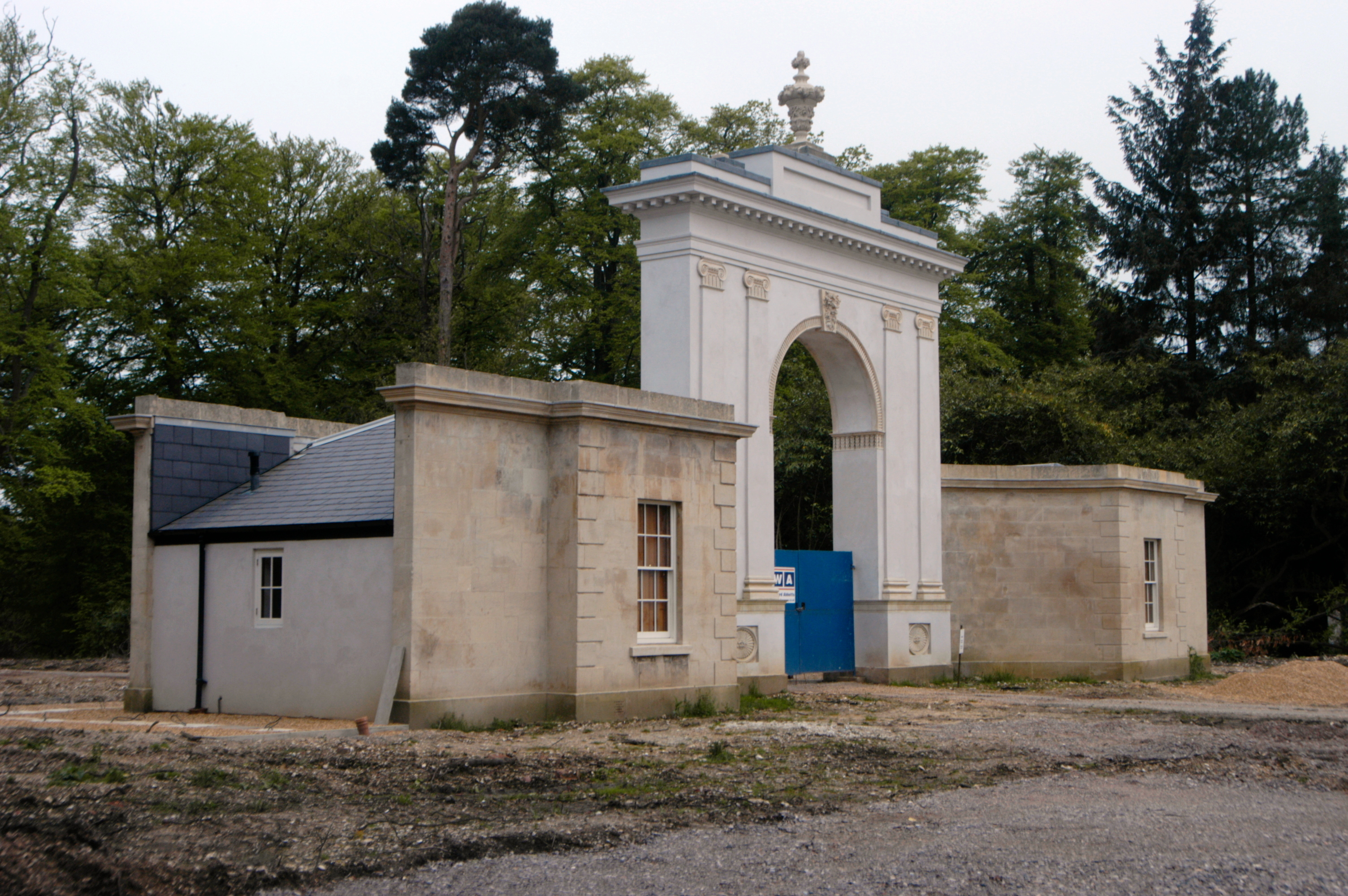
London Lodge (1793), Highclere Castle, Hampshire. Mattoni con intarsi in pietra di Coade (1840), Highclere Castle, Hampshire
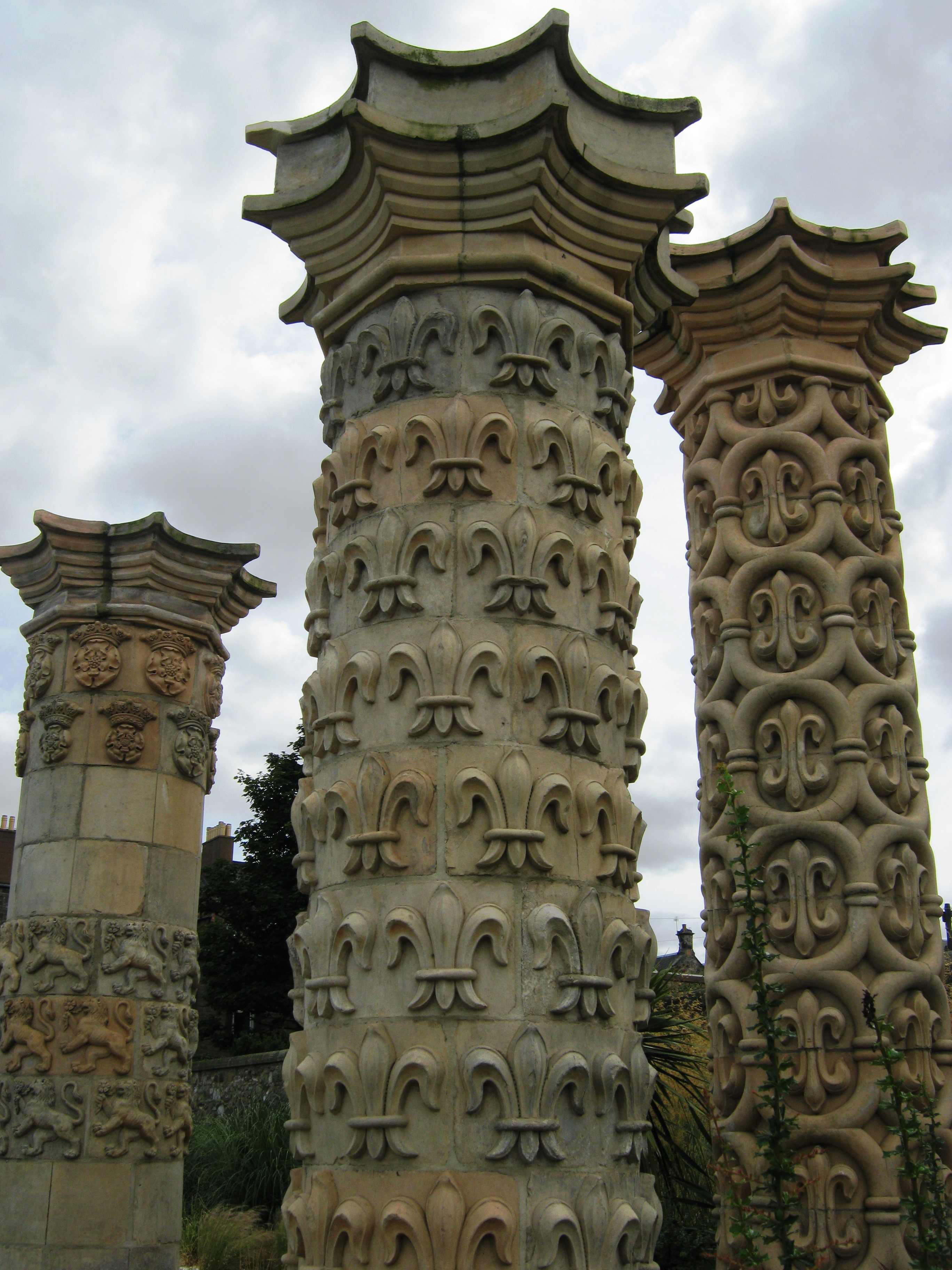
Portobello Beach, tre colonne in pietra di Coade nel giardino al 70 Promenade (John Street), provenienti dal giardino di Argyle House
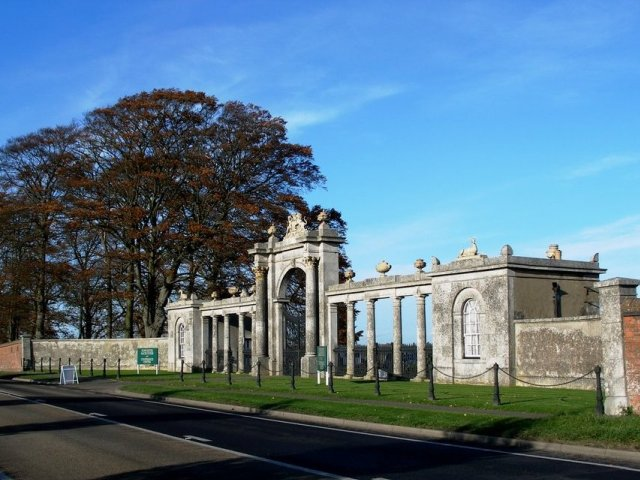
Easton Neston Gate – Ingresso principale a Towcester Racecours